# Saleh Al-Shehri
Saleh bin Khalid bin Mohammed Al-Shehri (tiếng Ả Rập: صالح بن خالد بن محمد الشهري; sinh ngày 1 tháng 11 năm 1993) là một cầu thủ bóng đá chuyên nghiệp người Ả Rập Xê Út thi đấu ở vị trí tiền đạo cắm cho câu lạc bộ Al-Hilal và đội tuyển bóng đá quốc gia Ả Rập Xê Út.

## Thống kê sự nghiệp

### Bàn thắng quốc tế
| #   | Ngày                 | Địa điểm                                                      | Đối thủ       | Bàn thắng | Kết quả | Giải đấu                      |
| --- | -------------------- | ------------------------------------------------------------- | ------------- | --------- | ------- | ----------------------------- |
| 1   | 14 tháng 11 năm 2020 | Sân vận động Hoàng tử Faisal bin Fahd, Riyadh, Ả Rập Xê Út    | Jamaica       | 2–0       | 3–0     | Giao hữu                      |
| 2   | 30 tháng 3 năm 2021  | Mrsool Park, Riyadh, Ả Rập Xê Út                              | Palestine     | 3–0       | 5–0     | Vòng loại FIFA World Cup 2022 |
| 3   | 30 tháng 3 năm 2021  | Mrsool Park, Riyadh, Ả Rập Xê Út                              | Palestine     | 4–0       | 5–0     | Vòng loại FIFA World Cup 2022 |
| 4   | 11 tháng 6 năm 2021  | Mrsool Park, Riyadh, Ả Rập Xê Út                              | Singapore     | 3–0       | 3–0     | Vòng loại FIFA World Cup 2022 |
| 5   | 2 tháng 9 năm 2021   | Mrsool Park, Riyadh, Ả Rập Xê Út                              | Việt Nam      | 3–1       | 3–1     | Vòng loại FIFA World Cup 2022 |
| 6   | 7 tháng 9 năm 2021   | Khu liên hợp thể thao Sultan Qaboos, Muscat, Oman             | Oman          | 1–0       | 1–0     | Vòng loại FIFA World Cup 2022 |
| 7   | 16 tháng 11 năm 2021 | Sân vận động Quốc gia Mỹ Đình, Hà Nội, Việt Nam               | Việt Nam      | 1–0       | 1–0     | Vòng loại FIFA World Cup 2022 |
| 8   | 24 tháng 3 năm 2022  | Sân vận động Sharjah, Sharjah, UAE                            | Trung Quốc    | 1–0       | 1–1     | Vòng loại FIFA World Cup 2022 |
| 9   | 22 tháng 10 năm 2022 | Sân vận động Thành phố Thể thao Zayed, Abu Dhabi, UAE         | Bắc Macedonia | 1–0       | 1–0     | Giao hữu                      |
| 10  | 26 tháng 10 năm 2022 | Sân vận động Al Nahyan, Abu Dhabi, UAE                        | Albania       | 1–0       | 1–1     | Giao hữu                      |
| 11  | 22 tháng 11 năm 2022 | Sân vận động Lusail Iconic, Lusail, Qatar                     | Argentina     | 1–1       | 2–1     | FIFA World Cup 2022           |
| 12  | 16 tháng 11 năm 2023 | Sân vận động Hoàng tử Abdullah bin Jalawi, Hofuf, Ả Rập Xê Út | Pakistan      | 1–0       | 4–0     | Vòng loại FIFA World Cup 2026 |
| 13  | 16 tháng 11 năm 2023 | Sân vận động Hoàng tử Abdullah bin Jalawi, Hofuf, Ả Rập Xê Út | Pakistan      | 2–0       | 4–0     | Vòng loại FIFA World Cup 2026 |
| 14  | 21 tháng 11 năm 2023 | Sân vận động Quốc tế Amman, Amman, Jordan                     | Jordan        | 1–0       | 2–0     | Vòng loại FIFA World Cup 2026 |
| 15. | 21 tháng 11 năm 2023 | Sân vận động Quốc tế Amman, Amman, Jordan                     | Jordan        | 2–0       | 2–0     | Vòng loại FIFA World Cup 2026 |